# Liste des partis politiques en Slovénie

## Principaux partis
Partis représentés à l'Assemblée nationale lors des élections législatives  de 2022 : 
|  | Partis                                                                              | Dirigeants   | Idéologie                         | Affiliation européenne |
|  | ----------------------------------------------------------------------------------- | ------------ | --------------------------------- | ---------------------- |
|  | Mouvement pour la liberté (GS) Gibanje Svoboda                                      | Robert Golob | Libéralisme vert Europhilie       |                        |
|  | Parti démocratique slovène (SDS) Slovenska demokratska stranka                      | Janez Janša  | Conservatisme Populisme de droite | PPE                    |
|  | Nouvelle Slovénie – Chrétiens-démocrates (NSi) Nova Slovenija - Krščanski demokrati | Matej Tonin  | Démocratie chrétienne             | PPE                    |
|  | Sociaux-démocrates (SD) Socialni demokrati                                          | Tanja Fajon  | Social démocratie                 | PSE                    |
|  | La Gauche Levica                                                                    | Luka Mesec   | Socialisme démocratique           | PGE                    |

## Autres partis
- Démocratie libérale slovène
- Liste civique
- Concrètement (en) (K), qui succède au Parti du centre moderne (SMC)
- Parti de la jeunesse - Verts européens
- Parti démocrate des retraités slovènes (DeSUS)
- Parti national slovène
- Parti populaire slovène (1 député européen élu en 2019 sur une liste commune avec le SDS)
- Slovénie positive
- Verajem

## Anciens partis
- Ligue des communistes de Slovénie (1937-1990, branche slovène de la Ligue des communistes de Yougoslavie, parti unique de 1945 à 1990)
- Réel - Les sociaux-libéraux (2007-2015)
- Parti d'Alenka Bratušek (2014-2022, absorbé par le GS)
- Liste de Marjan Šarec (2014-2022, absorbé par le GS)